# Rio do Fogo (vattendrag i Brasilien, Tocantins)
Rio do Fogo är ett vattendrag i Brasilien.   Det ligger i delstaten Tocantins, i den centrala delen av landet, 500 km nordväst om huvudstaden Brasília.
Omgivningen kring Rio do Fogo är huvudsakligen savann. Området är nästan obefolkat, med mindre än två invånare per kvadratkilometer.